# レコパル音の仲間たち
「レコパル音の仲間たち」（レコパルおとのなかまたち）は、エフエム東京で1975年6月1日から1989年3月25日まで放送されたラジオ番組。

## 概要
FMラジオ情報誌FMレコパルとその姉妹誌、サウンドレコパル（共に廃刊）を発刊していた小学館の一社提供のラジオ番組。
飯島真理の出演期には「音の仲間たち～飯島真理の青春音楽館」という副題が付けられていた。